# Абелгариб Арцруни
Абелгари́б Арцруни́ или Абелгари́б Та́рский — армянский князь, правитель зависимой от Византии, а после 1071 года от государства Филарета Варажнуни, равнинной Киликии.

## Биография
Абелгариб Арцруни происходил из армянского царского рода, ранее владевшего Васпураканским царством. В середине XI века царство не могло противостоять нашествию тюрков-сельджуков, в результате чего было принято решение о вхождении государства в состав Византии. Лишившись своего царства, представители рода Арцруни получили в управление некоторые области, находящиеся под властью Византии. Семье Абелгариба Арцруни, получившего от Михаил VII-го титул магистра
, была пожалована во владение Киликия. Обосновавшись в Тарсе, армянская семья попутно укрепила две соседние крепости — Паперон и Ламброн. Последнюю позже Абелгариб пожалует, отбившему её у арабов и женившемуся на его дочери, своему другу Ошину Обосновавшийся в этих местах Ошин, оставаясь на службе, даст начало известному в тех местах княжескому роду. С 1070-х годов в результате сокрушительного поражения византийских войск при Манцикерте и последовавшей за ней гражданской войной, равнинная Киликия с 1072 года стала зависимой от Гагика II-го и государства Филарета Варажнуни, куда оно входило . Гибель княжества Абелгариба связана с сельджукской экспансией в направлении — через Капподокию к Сирии в 1081/82 годах

## Примечание
1. ↑  Հայկական սովետական հանրագիտարան (арм.) / под ред. Վ. Համբարձումյան, Կ. Խուդավերդյան — Հայկական հանրագիտարան հրատարակչություն, 2000.
2. 1 2  Клод Мутафян // Последнее королевство Армении // Изд-во «MEDIACRAT» стр. 23 (161) 2009 г. — ISBN 978-5-9901129-5-7
3. ↑  Клод Мутафян // Последнее королевство Армении // Изд-во «MEDIACRAT» стр. 21 (161) 2009 г. — ISBN 978-5-9901129-5-7
4. 1 2  Манук Абегян //История древнеармянской литературы// Изд-во АН АрмССР, 1975 г. — стр-ца 409(605)Прадед Ламбронаци, князь Ошин, переселился в 1073 году из пределов Гандзака в Киликию, где наместником был его друг Аплгариб Арцруни. Последний дал Ошину крепость Ламброн в горах Тавра. Ошин и сын его Хетум остаются на имперской службе и дают начало известному в тех краях княжескому роду
5. ↑  А.П Каждан. // Армяне в составе господствующего класса Византийской империи в 11-12 вв. // Гл.4 ч.50 «Ошин» стр-ца 131—132 // АН АрмССР 1973 г.Ошин, сын Хетума, армянский феодал. Он переселился в начале 70-гг. XI в. из Гандзака в Киликию. С ним были его братья Базуни и Алгам. Он отнял у арабов крепость Ламброн и стал её правителем-аспетом
6. ↑  В. П. Степаненко // Государство Филарета Варажнунии // Античная древность и средние века. — Свердловск, 1975. — Вып. 12. — С. 86-103 Архивная копия от 9 апреля 2012 на Wayback Machine архив Архивная копия от 12 октября 2012 на Wayback Machine